# Caritone di Costantinopoli
Caritone noto come Eugeniota (in greco Χαρίτων Ευγενειώτης, Cariton Eugeneiotes; XII secolo – 1179) è stato un arcivescovo ortodosso bizantino, che ha ricoperto la carica di Patriarca ecumenico di Costantinopoli tra il 1178 e il 1179 durante il regno di Manuele I Komnenos.
Le fonti discordano sulle date: il mandato - di 11 mesi - sarebbe iniziato dopo il marzo 1178 e sarebbe concluso prima del 30 luglio 1179 (data di un atto firmato dal successore), in particolare marzo/agosto 1178 - febbraio/luglio 1179.